# División de Karachi
La división de Karachi (en urdu : کراچی ڈویژن) es una subdivisión administrativa de la provincia de Sind en Pakistán. Cuenta con 16 millones de habitantes en 2017, y su capital es Karachi, la megalópolis que constituye casi toda la división (93%). Es por tanto la división más poblada y la más pequeña de la provincia.
Como todas las divisiones pakistaníes, fue derogada en 2000 y luego restablecida en 2008.
La división reagrupa los distritos siguientes:

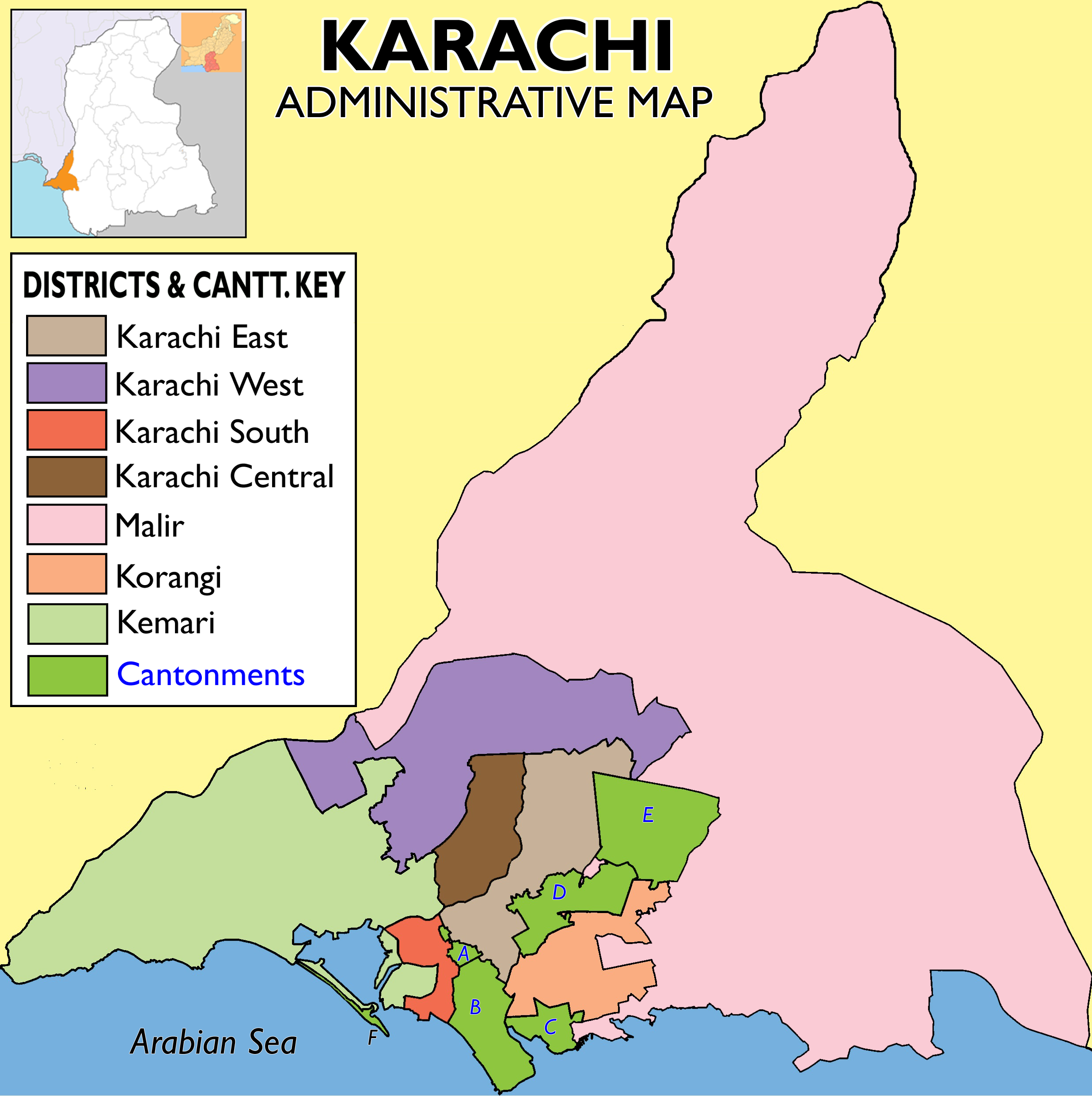
Distritos de la división de Karachi.

- Karachi Central
- Karachi Oriental
- Karachi Occidental
- Karachi Meridional
- Korangi
- Malir